# Blad van Klein
Blad van Klein (Engels: Leaf by Niggle) is een kort verhaal geschreven door de Brit J.R.R. Tolkien en gepubliceerd in 1945.

## Verhaal

### Inleiding
Klein was een schilder die woonde in een landelijke omgeving. Hij was een zeer brave man, die nooit tegen iemand 'nee' kon zeggen. Daardoor kwam hij niet vaak aan schilderen toe. En wanneer hij wel schilderde, besteedde hij heel veel aandacht aan de bladeren van een boom. Aan een blad tekende hij een tak met nog veel andere bladeren. Aan de tak kwam een boom met andere takken en bladeren. Elk onderdeel was uniek en zeer prachtig geschilderd. Als de boom ongeveer af was schilderde hij de achtergrond. Het werd een zo groot werk, dat hij een ladder nodig had om aan de bovenkant te raken.
Klein had slechts een buurman, die geen interesse had in het schilderwerk van Klein. Hij vond het maar tijdverspilling. Maar als hij Klein iets vroeg, stond deze altijd klaar om hem te helpen, zoals de wet het voorschreef.

### Blad van Klein
Klein moest een reis maken. Hij was altijd maar bezig om hem uit te stellen, tot de dag dat er een man voor de deur stond om te zeggen dat hij zijn buurman niet geholpen had met het lek in zijn dak te dichten. Hij had daarmee de wet overtreden. Klein antwoordde dat hij niet over het nodige materiaal beschikte om dit te doen. Toen de man het schilderij zag, nam hij het in beslag om het lek in het dak van zijn buurman te dichten.
Toen de man weg was, zag Klein een ander op hem afkomen. Hij vertelde hem dat hij de koets bestuurde die hij al lang geleden had besteld voor zijn reis. Klein, die niets had ingepakt omdat hij het steeds had uitgesteld, vroeg aan de koetsier of hij nog vlug mocht gaan pakken. De koetsier antwoordde dat daar geen tijd voor was. Het enige wat hij kon meenemen was een tasje met een paar penselen en een doosje waterverf. Eenmaal in de stad, werd Klein op de trein gezet. Toen hij uitgehongerd en doodvermoeid aankwam op de eindbestemming, vergat hij zijn 'bagage'. Toen hij die nog vlug wilde gaan halen, vertrok de trein en bleef hij staan zonder bagage op het perron. Het duurde niet lang of hij zag een kruier, die hem al van ver riep. De man bekeek Klein en constateerde, omdat hij geen bagage had, dat hij naar de armenvleugel zou gestuurd worden. Vlak daarna viel Klein flauw.
Toen Klein weer bijkwam lag hij in een ziekenhuisbed. Daar werd hij een paar dagen verzorgd. Toen hij weer kon lopen, moest hij klusjes doen. Het gevolg hiervan was dat Klein zijn tijd beter kon plannen, maar ook dat hij na een tijdje vergat wat hij nog allemaal had willen doen en uiteindelijk vergat hij zelfs de reden waarom hij daar zat. Na een tijdje was er maar een opdracht die Klein moest doen: graven. Hij groef en groef tot zijn handen open lagen. Toen viel hij weer flauw.
Toen hij weer bijkwam, was hij in een donkere kamer, waar hij enkele mannen over hem hoorde praten. Daar hoorde hij dat hij naar een volgend stadium zou worden overgebracht. Toen hij de dag erna weer bijkwam, was het zaaltje goed verlicht. Een dokter genas zijn handen en gaf hem een fles met een geneesmiddel. Daarna moest hij vertrekken naar het station. Op het station aangekomen vroeg hij hoe de trein, waar hij op moest stappen, heette. De conducteur antwoordde hem dat de trein en eindbestemming nog geen naam hadden.
Toen Klein aankwam op zijn bestemming, was er geen perron. Er was alleen een fiets waaraan een bordje hing met zijn naam. Na een tijdje fietsen, zag hij plotseling een boom staan. Na een tijdje naar de boom gekeken te hebben, stelde hij vast, dat de boom en het landschap heel veel leken op zijn schilderij. Na een tijdje rondgezworven te hebben in het bos achter de boom, kwam hij zijn buurman tegen. Samen verwonderden ze zich over de pracht van het landschap en besloten het helemaal af te maken door er op de juiste plaatsen extra bloemen en heggen te planten.
Toen dit allemaal gebeurd was, besloten ze naar de bergen te trekken om te kijken wat er achter lag. Aan de voet kwamen ze een herder tegen, die hun vertelde dat het land Kleins land heette. De twee waren zo verwonderd en vooral de buurman kon het niet geloven. Toen zei de herder dat de omgeving al eerder bestaan had op het schilderij van Klein en dat de buurman het niet had willen zien. Daarop trok Klein met de herder mee en ging de buurman terug naar de boom om te wachten op zijn vrouw.

### Einde van het verhaal
Enkele mannen zijn aan het discussiëren. Wanneer het gaat over Klein, haalt een van de omstanders een lap uit zijn zak. Hij had die gevonden in de buurt van Kleins huis. Er was alleen een blad op te zien. Maar het blad was zo kunstig geschilderd, dat allen vonden dat het een plaats in het museum kreeg. Het blad van Klein werd in een hoek onder een nis gelegd, waar bijna niemand het zag, en geleidelijk aan iedereen vergat dat het er lag. Toen het museum afbrandde, bleef er van het blad van Klein niets over. Dat was het laatste wat van hem gehoord werd.

## Musicalproductie uit 1994
In 1994 bewerkten Bas van Nistelrooij en Eric van Os samen met Mathieu en Daan Dirven het boekje tot een musical. De uitvoering was van de koren Jokola en Zomarwa, de regie was in handen van Henk Griffioen. De productie werd opgenomen en op videoband en op cassetteband uitgebracht.